# Tweede Kamerverkiezingen 1986/Kandidatenlijst/VCN
De kandidatenlijst voor de Tweede Kamerverkiezingen 1986 van de VCN, Partij van Communisten in Nederland was als volgt:

## De lijst
| Posities (per lijst) | Posities (per lijst) | Posities (per lijst) | Naam                 | Stemmenaantallen (per lijst) | Stemmenaantallen (per lijst) | Stemmenaantallen (per lijst) |
| 1-4, 12, 18          | 5-11, 13, 19         | 14-17                | Naam                 | 1-4, 12, 18                  | 5-11, 13, 19                 | 14-17                        |
| -------------------- | -------------------- | -------------------- | -------------------- | ---------------------------- | ---------------------------- | ---------------------------- |
| 1                    | 1                    | 1                    | Laurens Meerten      | 619                          | 2.496                        | 687                          |
| 2                    | 2                    | 2                    | Rinze Visser         | 19                           | 50                           | 81                           |
| 3                    | 3                    | 3                    | Ineke Jansen         | 28                           | 37                           | 49                           |
| 4                    | 4                    | 4                    | Nico van Erven       | 30                           | 12                           | 3                            |
| 5                    | 8                    | 8                    | Henny van Rooijen    | 21                           | 11                           | 2                            |
| 6                    |                      |                      | Jan van de Meulenhof | 42                           |                              |                              |
| 7                    | 11                   | 13                   | Sjef van Son         | 18                           | 7                            | 1                            |
| 8                    |                      |                      | Joop van Esch        | 9                            |                              |                              |
| 9                    | 9                    | 9                    | Jan Nieuwenhuijse    | 2                            | 27                           | 3                            |
| 10                   | 10                   | 10                   | Tanja Rijstenbil     | 7                            | 21                           | 2                            |
| 11                   |                      |                      | Harrie Diederen      | 19                           |                              |                              |
| 12                   |                      |                      | Ardengo Persijn      | 9                            |                              |                              |
| 13                   | 7                    | 11                   | Jan Brands           | 4                            | 32                           | 0                            |
| 14                   |                      |                      | Andries Dijkstra     | 5                            |                              |                              |
| 15                   | 6                    | 17                   | Jan van de Meulenhof | 14                           | 61                           | 0                            |
| 16                   | 5                    | 18                   | Paul Schaper         | 8                            | 44                           | 4                            |
|                      | 12                   |                      | Piet Raven           |                              | 7                            |                              |
|                      | 13                   |                      | Tonia van Duijkeren  |                              | 22                           |                              |
|                      | 14                   | 16                   | Piet Lanser          |                              | 16                           | 0                            |
|                      | 15                   |                      | Asja Bos-Keizer      |                              | 39                           |                              |
|                      |                      | 5                    | Rik Min              |                              |                              | 10                           |
|                      |                      | 6                    | Elzo Wiebrands       |                              |                              | 10                           |
|                      |                      | 7                    | Jan Broekman         |                              |                              | 5                            |
|                      |                      | 12                   | Sipke de Wit         |                              |                              | 5                            |
|                      |                      | 14                   | Marinus Werkman      |                              |                              | 7                            |
|                      |                      | 15                   | Jan Plat             |                              |                              | 13                           |

PvdA · CDA · VVD · D66 · PSP · SGP · CPN · PPR · RPF · GPV · EVP · AR'85 · Centrumdemocraten · Federatieve Groenen · VCN · Centrumpartij · PGI · SP · Partij voor Ambtenaren en Trendvolgers · Lijst 19 (kieskring 9) · God Met Ons · Partij voor de Middengroepen · Loesje · Humanistische Partij · SAP · Partij Algemeen Belang · Lijst 27
1986 · 1989